# Bigbank Tartu
Bigbank Tartu – estońska męska drużyna siatkarska z Tartu funkcjonująca w ramach klubu SK Duo. Pięciokrotny mistrz Estonii, sześciokrotny zdobywca Pucharu Estonii oraz pięciokrotny zwycięzca ligi bałtyckiej.
SK Duo założyli w 1999 roku dwaj byli zawodnicy klubu Ösel Foods Tartu – Raivo Simson i Alari Jõesaar. W latach 1999–2012 męska drużyna występowała pod nazwą Tartu Pere Leib (w tym w latach 2000–2003 – Tartu Pere Leib/Cibus). Od sezonu 2012/2013 zespół występuje pod nazwą Bigbank Tartu.

## Bilans sezonów
| Sezon     | Rozgrywki ligowe    | Rozgrywki ligowe | Puchar Estonii | Liga bałtycka | Puchary europejskie                                                       |
| Sezon     | Poziom              | Miejsce          | Puchar Estonii | Liga bałtycka | Puchary europejskie                                                       |
| --------- | ------------------- | ---------------- | -------------- | ------------- | ------------------------------------------------------------------------- |
| 1999/2000 | Mistrzostwa Estonii | 2. miejsce       | finał          |               |                                                                           |
| 2000/2001 | Mistrzostwa Estonii | 2. miejsce       | finał          |               |                                                                           |
| 2001/2002 | Mistrzostwa Estonii | 2. miejsce       | finał          |               |                                                                           |
| 2002/2003 | Mistrzostwa Estonii | 2. miejsce       | finał          |               |                                                                           |
| 2003/2004 | Mistrzostwa Estonii | 3. miejsce       | finał          |               |                                                                           |
| 2004/2005 | Mistrzostwa Estonii | 2. miejsce       | półfinał       |               |                                                                           |
| 2005/2006 | Mistrzostwa Estonii | 1. miejsce       | 1. miejsce     | 2. miejsce    |                                                                           |
| 2006/2007 | Mistrzostwa Estonii | 2. miejsce       | finał          | 5. miejsce    | Puchar Top Teams – faza kwalifikacyjna                                    |
| 2007/2008 | Mistrzostwa Estonii | 2. miejsce       | finał          | 2. miejsce    |                                                                           |
| 2008/2009 | Mistrzostwa Estonii | 2. miejsce       | 1. miejsce     | 2. miejsce    |                                                                           |
| 2009/2010 | Mistrzostwa Estonii | 3. miejsce       | półfinał       | 2. miejsce    |                                                                           |
| 2010/2011 | Mistrzostwa Estonii | 2. miejsce       | półfinał       | 4. miejsce    |                                                                           |
| 2011/2012 | Mistrzostwa Estonii | 1. miejsce       | finał          | 1. miejsce    |                                                                           |
| 2012/2013 | Mistrzostwa Estonii | 4. miejsce       | półfinał       | 6. miejsce    |                                                                           |
| 2013/2014 | Mistrzostwa Estonii | 1. miejsce       | finał          | 2. miejsce    |                                                                           |
| 2014/2015 | Mistrzostwa Estonii | 2. miejsce       | półfinał       | 1. miejsce    | Puchar CEV – 1/16 finału Puchar Challenge – 1/16 finału                   |
| 2015/2016 | Mistrzostwa Estonii | 5. miejsce       | półfinał       | 8. miejsce    |                                                                           |
| 2016/2017 | Mistrzostwa Estonii | 2. miejsce       | półfinał       | 3. miejsce    |                                                                           |
| 2017/2018 | Mistrzostwa Estonii | 2. miejsce       | finał          | 5. miejsce    |                                                                           |
| 2018/2019 | Mistrzostwa Estonii | 2. miejsce       | półfinał       | 1. miejsce    |                                                                           |
| 2019/2020 | Mistrzostwa Estonii | —                | 1. miejsce     | —             |                                                                           |
| 2020/2021 | Mistrzostwa Estonii | 1. miejsce       | finał          | 4. miejsce    |                                                                           |
| 2021/2022 | Mistrzostwa Estonii | 1. miejsce       | 1. miejsce     | 1. miejsce    | Liga Mistrzów – kwalifikacje – 1. runda Puchar CEV – runda kwalifikacyjna |
| 2022/2023 | Mistrzostwa Estonii | 2. miejsce       | 1. miejsce     | 1. miejsce    | Puchar Challenge – 1/8 finału                                             |
| 2023/2024 | Mistrzostwa Estonii | 4. miejsce       | 1. miejsce     | 2. miejsce    |                                                                           |
| 2024/2025 | Mistrzostwa Estonii | 1. miejsce       | 2. miejsce     | 1. miejsce    | Puchar Challenge – 1/16 finału                                            |

## Osiągnięcia
Mistrzostwa Estonii:
- 1. miejsce (6x): 2006, 2012, 2014, 2021, 2022[1], 2025[2]
- 2. miejsce (14x): 2000, 2001, 2002, 2003, 2005, 2007, 2008, 2009, 2011, 2015, 2017, 2018, 2019, 2023[3]
- 3. miejsce (2x): 2004, 2010

Puchar Estonii:
- 1. miejsce (6x): 2005, 2008, 2019, 2021, 2022, 2023
- 2. miejsce (12x): 1999, 2000, 2001, 2002, 2003, 2006, 2007, 2011, 2013, 2017, 2020, 2024

Liga bałtycka:
- 1. miejsce (6x): 2012, 2015, 2019, 2022, 2023[4], 2025
- 2. miejsce (6x): 2006, 2008, 2009, 2010, 2014, 2024[5]
- 3. miejsce (1x): 2017

Superpuchar Bałtyku:
- 1. miejsce (1x): 2024
- 3. miejsce (1x): 2014

## Trenerzy
| Lata      | Trener           |
| --------- | ---------------- |
| 1999-2001 | Andres Toode     |
| 2001-2005 | Alar Kaljuvee    |
| 2005-2008 | Urmas Tali       |
| 2008-2009 | Oliver Taats     |
| 2009-2012 | Rainer Vassiljev |
| 2012-2015 | Andrei Ojamets   |
| 2015-2018 | Oliver Lüütsepp  |
| 2018-2020 | Andrei Ojamets   |
| 2020-     | Alar Rikberg     |

## Skład
Sezon 2017/2018
Trener: Alari Jõesaar
| Nr   | Imię i nazwisko    | Data ur. | Wzrost | Pozycja      |
| ---- | ------------------ | -------- | ------ | ------------ |
| 2    | Markkus Koddala    | 2000     | 187    |              |
| 4    | Samuel Walker      | 1995     | 207    | przyjmujący  |
| 5    | Robin Valting      | 1997     | 182    | libero       |
| 6    | Markus Uuskari     | 1997     | 197    | przyjmujący  |
| 7    | Alex Saaremaa      | 2000     | 208    | środkowy     |
| 8    | Hergo Hansman      | 2000     | 192    | uniwersalny  |
| 9    | Mart Naaber        | 1992     | 212    | środkowy     |
| 10   | Stefan Kaibald     | 1997     | 193    | przyjmujący  |
| 11   | Brook Alois Sedore | 1993     | 197    | przyjmujący  |
| 13   | Ronald Järv        | 1993     | 180    | rozgrywający |
| 15   | Martin Ruul        | 1986     | 193    | środkowy     |
| 17   | Joshua Stewart     | 1995     | 193    | rozgrywający |
| 1202 | Meelis Kivisild    | 1990     | 198    | środkowy     |
| 1333 | Curtis Stockton    | 1993     | 196    | atakujący    |

Sezon 2009/2010
| Numer | Imię i nazwisko             | Narodowość | Data urodzenia | Wzrost (cm) | Pozycja      |
| 1     | Rait Rikberg                | Estonia    | 30.08.1982     | 174         | libero       |
| 2     | Kristo Kollo                | Estonia    | 17.01.1990     | 190         | przyjmujący  |
| 3     | Rain Värton                 | Estonia    | 20.09.1981     | 206         | środkowy     |
| 4     | Enderwin Herrera            | Wenezuela  | 31.05.1983     | 191         | przyjmujący  |
| 5     | Jonates Queiros De Oliveira | Brazylia   | 28.12.1981     | 204         | atakujący    |
| 6     | Martti Juhkami              | Estonia    | 06.06.1988     | 194         | przyjmujący  |
| 7     | Andres Toobal               | Estonia    | 27.08.1988     | 193         | rozgrywający |
| 8     | Romet Leopard               | Estonia    | 02.05.1989     | 194         | środkowy     |
| 9     | Tauno Lipp                  | Estonia    | 22.03.1989     | 184         | rozgrywający |
| 10    | Kristjan Kais               | Estonia    | 03.03.1976     | 188         | uniwersalny  |
| 11    | Taavi Sadam                 | Estonia    | 04.07.1990     | 190         | atakujący    |
| 12    | Rauno Tamme                 | Estonia    | 07.04.1992     | 186         | przyjmujący  |
| 14    | Olari Venno                 | Estonia    | 12.11.1991     |             | uniwersalny  |
| 15    | Eduardo Nunes               | Brazylia   | 01.05.1983     | 191         | przyjmujący  |
| 1202  | Romet Priimägi              | Estonia    | 28.06.1979     | 199         | środkowy     |